# Hans Lorbeer
Hans Lorbeer (Wittenberg, 15 de agosto de 1901-ibídem, 7 de septiembre de 1973) fue un escritor alemán.

## Vida
Hijo ilegítimo de una trabajadora doméstica, vivió con unos padres de acogida en Kleinwittenberg y Piesteritz. Después de finalizar su formación como fontanero trabajó como peón en distintas industrias químicas en la zona de Wittenberg. Se hizo miembro de la Freie sozialistische Jugend en 1918 y del Partido Comunista de Alemania (KPD) en 1921. En 1928 fue uno de los cofundadores del Bund proletarisch-revolutionärer Schriftsteller (BPRS). Escribió para el periódico del partido (Klassenkampf) y en 1927 para Die Rote Fahne. Debido a la agitación política fue despedido de su empresa -Mitteldeutschen Stickstoffwerken- y estuvo sin trabajo hasta 1933. En 1930 se cambió al Partido Comunista de Alemania (Oposición) y escribió para sus medios de comunicación. En 1931 fue expulsado del KPD por contravenir la línea del partido; la expulsión fue anulada en 1945. Entre los años 1933 y 1934 estuvo detenido en Lichtenburg y debido a su resistencia antifascista estuvo entre los años 1937 y 1939 en prisión (Zuchthaus) y en el campo de concentración de Moorlager. Después trabajó como peón bajo la supervisión de la Gestapo.
Desde el 8 de mayo de 1945 hasta el 31 de julio de 1950 fue alcalde de Piesteritz y después trabajó como escritor independiente hasta su muerte.
Fue miembro de la Academia de las Artes de Berlín de la RDA. Por su obra literaria recibió el premio Heinrich Mann en el año 1959, el premio nacional de la RDA en el año 1961, el premio Händel de Halle en el año 1963 y el premio Lion Feuchtwanger, la orden al mérito por la patria (plata y oro) y la Orden Bandera del Trabajo en el año 1971. En el año 1976 el consejo de la ciudad de Wittenberg le nombró a título póstumo ciudadano de honor.

## Obra

### Novelas
- Ein Mensch wird geprügelt, 1930 (en ruso), 1959 (en alemán)
- Die Sieben ist eine gute Zahl, 1953
- Die Rebellen von Wittenberg, volumen I (Das Fegefeuer) 1956, volumen II (Der Widerruf) 1959, volumen III (Die Obrigkeit) 1963
- Der Spinner

### Cuentos
- Wacht auf!, 1928
- Die Legende vom Soldaten Daniel, 1948
- Vorfrühling und andere Liebesgeschichten, 1953
- Der Birkenhügel. Liebesgeschichten, 1960
- Zur freundlichen Erinnerung, 1960
- Ein Leben lang, 1974

### Lírica
- Gedichte eines jungen Arbeiters, 1925
- Die Gitterharfe, 1948
- Des Tages Lied, 1948
- Es singt ein Mensch auf allen Strassen, 1950
- Frühlingslied einer Traktoristin, 1952
- Als du siebenunddreißig warst, 1961
- Die Straßen gehen, 1961
- Chronik in Versen. Gedichte aus fünf Jahrzehnten, 1971

### Dramaturgia
- Die Trinker, 1925
- Liebknecht- Luxemburg- Lenin, 1927
- Panzerkreuzer Potemkin, 1929
- Phosphor, 1931